# Stegastes partitus
Espèce
Statut de conservation UICN

 LC  : Préoccupation mineure
Stegastes partitus est une espèce de poissons de la famille des Pomacentridae.

## Morphologie
Longueur maximale du mâle : 10 cm

## Répartition
Ce poisson est présent dans l'Atlantique occidental, du sud de la Floride aux Bahamas et aux Caraïbes ; probablement présent au Brésil.

## Philatélie
Ce poisson figure sur une émission de Cuba de 1974 (valeur faciale : 30 c.).